# Панина, Ирина Геннадьевна
Ирина Геннадьевна Панина, в девичестве Самсонычева (родилась 4 апреля 1979 года в Иваново) — российская волейболистка сидя, игрок «ЦСП-Крылатское»; чемпионка мира 2018 года в составе женской сборной России, чемпионка Европы 2017 года. Заслуженный мастер спорта России (2018) и мастер спорта России международного класса.

## Биография
Воспитанница СДЮСШОР № 3 г. Иваново, первый тренер — Любовь Чебунина, заслуженный тренер России. Тренироваться начала, когда училась в 56-й школе г. Иваново. Школу окончила с золотой медалью, университет — с красным дипломом. Инвалидность связана с частичным парезом мышц нижних конечностей. После постановки на инвалидность продолжила выступать в волейболе сидя в составе команды ЦСП-Крылатское.
В составе женской российской сборной выиграла чемпионат Европы 2017 года и чемпионат мира 2018 года; бронзовый призёр чемпионата мира 2014 года. За победу на чемпионате мира 2018 года удостоена звания Заслуженного мастера спорта России.